# Almadrones
Almadrones es un municipio y localidad española de la provincia de Guadalajara, en la comunidad autónoma de Castilla-La Mancha. El término municipal cuenta con una población de 67 habitantes (INE 2024).

## Ubicación
El municipio, que tiene un área de 21,08 km², se encuentra situado en la provincia de Guadalajara.
| Noroeste: Jadraque y Villanueva de Argecilla | Norte: Castejón de Henares | Noreste: Mirabueno                |
| Oeste: Villanueva de Argecilla               |                            | Este: Abánades                    |
| Suroeste Argecilla                           | Sur: Cogollor              | Sureste: Alaminos y Las Inviernas |

## Historia
Localidad en el antiguo camino de Guadalajara a Zaragoza, a una legua y media de la Venta del Puñal y otro más de Gajanejos. Fue parada de postas. Producía granos, pastos y ganados. A la salida de este pueblo se encontraban un parador y el portazgo.
Hacia mediados del siglo XIX el lugar contaba con una población censada de 261 habitantes. La localidad aparece descrita en el segundo volumen del Diccionario geográfico-estadístico-histórico de España y sus posesiones de Ultramar de Pascual Madoz de la siguiente manera:

ALMADRONES: v. con ayunt. de la prov. de Guadalajara (8 leg.), part. jud., adm. de rent. y dióc. de Sigüenza (4), aud. terr. y c. g. de Madrid (18): sit. en una suave colina muy cerca de la carretera general de Aragón: goza de sano clima, despejada atmósfera, y está bien ventilado; tiene 74 casas de construccion ordinaria y tosca, forman una calle llamada Real que cruza la pobl. y varias travesías: hay casa municipal, escuela de primeras letras servida por el sacristan que percibe 6 1/2 celemines de trigo por cada uno de los 19 niños de ambos sexos que concurren, é igl. parr. dedicada á Ntra. Sra. de la Asuncion, cuyo curato es perpétuo, de provision ordinaria en concurso general; en los afueras se ven 2 ermitas con la advocacion de Ntra. Sra. de la Soledad y San Sebastian, y una venta y casa de postas que lleva el mismo nombre de la pobl., sit. á la inmediación de la carretera referida, con otra casa enfrente de ella al lado opuesto. Confina el térm. con el de Mandayona, Mirabueno, Alaminos, Algecilla y Castejon, estendiéndose en todas direcciones de 1/4 á 1/2 leg.; comprende 3,400 fan. de tierra, de las que se cultivan 1,200; y son 50 de primera calidad, 250 de segunda y 900 de tercera; las restantes permanecen de yerba, monte y mata baja, en cuyo estado proporcionan ventajas mayores para los pastos: no hay r., pero en cambio se encuentran abundantes manantiales de aguas delgadas y ricas, que ademas de dar para el surtido de los vec. y para los ganados, dejan un sobrante con el cual se riegan algunos pequeños trozos de tierra destinados á legumbres y hortalizas: el terreno, aunque de secano casi en su totalidad, es fértil, particularmente para los cereales y yerbas de pastos: los caminos son locales de pueblo á pueblo, ademas de la carretera ya citada; se recibe la correspondencia en la estafeta que la misma v. tiene, tres veces á la semana; prod.: trigo, cebada, centeno, avena, patatas, lentejas, otras legumbres, cáñamo y vino; se mantiene algún ganado lanar, cabrio, de cerda, 20 yuntas de mular de labor, 2 de asnos y caza menor: pobl.: 70 vec., 261 alm.: cap. prod.: 1.903,200 rs.: imp.: 130,320: contr.: 8,465 rs. 11 mrs.: presupuesto municipal: 1,628 rs. del que se pagan 150 por dotacion al secretario, y se cubre con el prod. de propios que asciende á 1,000 rs., y lo restante por repartimiento vecinal.
(Madoz, 1845, p. 48)

## Demografía
Almadrones cuenta con una población de 67 habitantes (INE 2024).
| Gráfica de evolución demográfica de Almadrones entre 1842 y 2021                                                    |
| |
| Población de derecho según los censos de población del INE Población de hecho según los censos de población del INE |

## Fiestas patronales
Las fiestas patronales son el 7 de agosto, San Quirico y Santa Julita y el 7 de octubre, Virgen del Rosario.

## Galería de imágenes

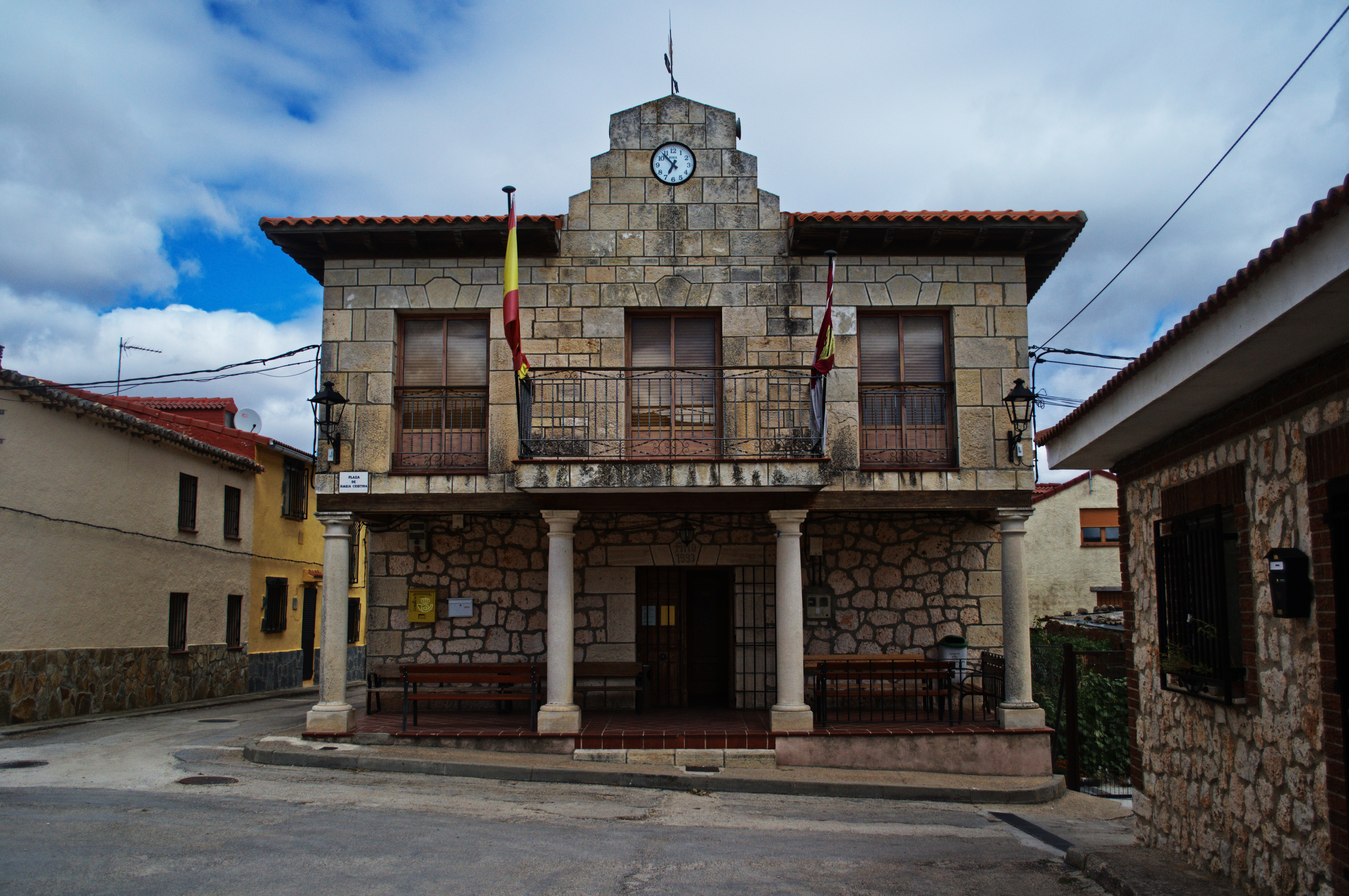
Ayuntamiento.
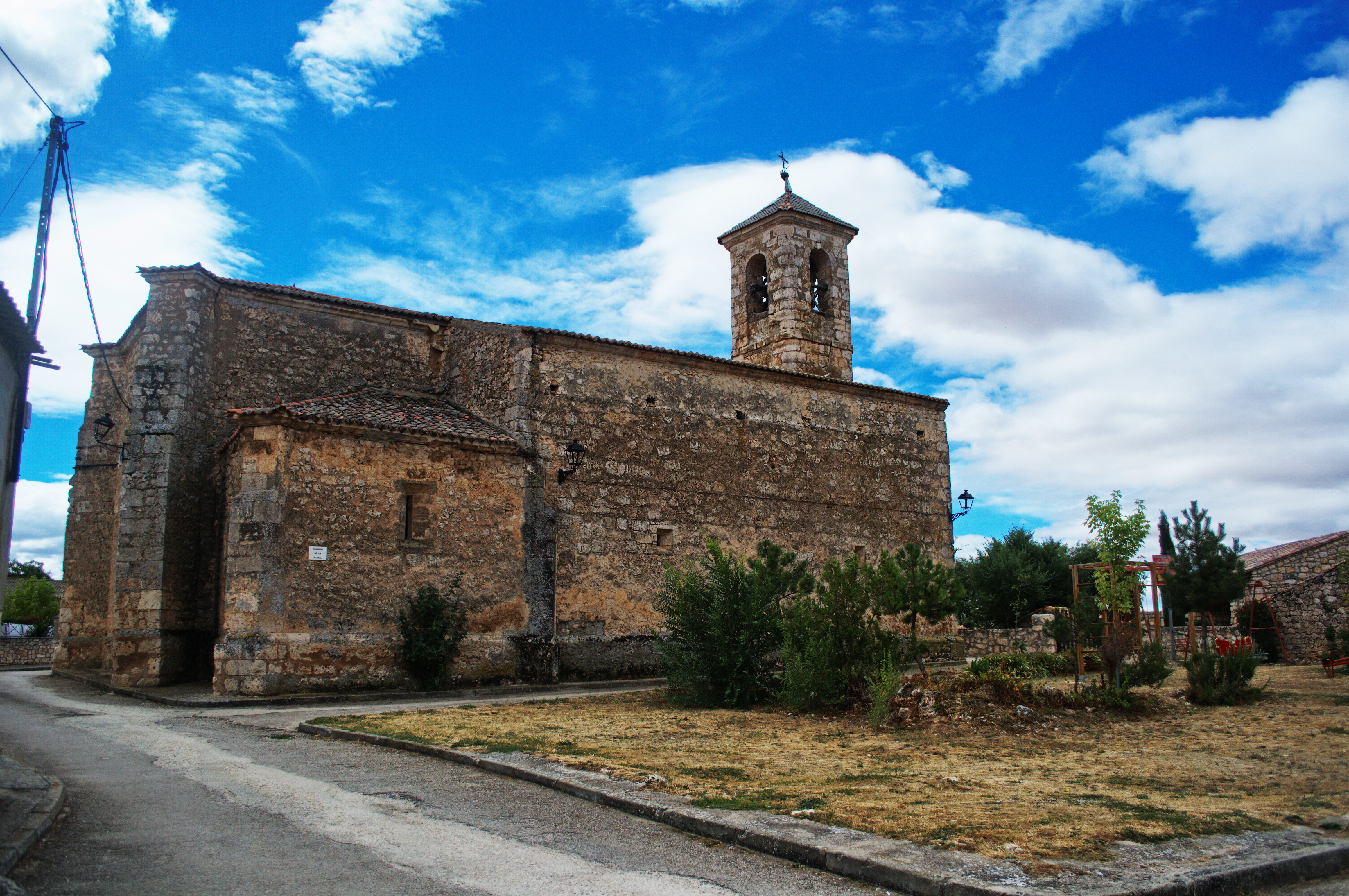
Iglesia de Nuestra Señora de la Asunción.
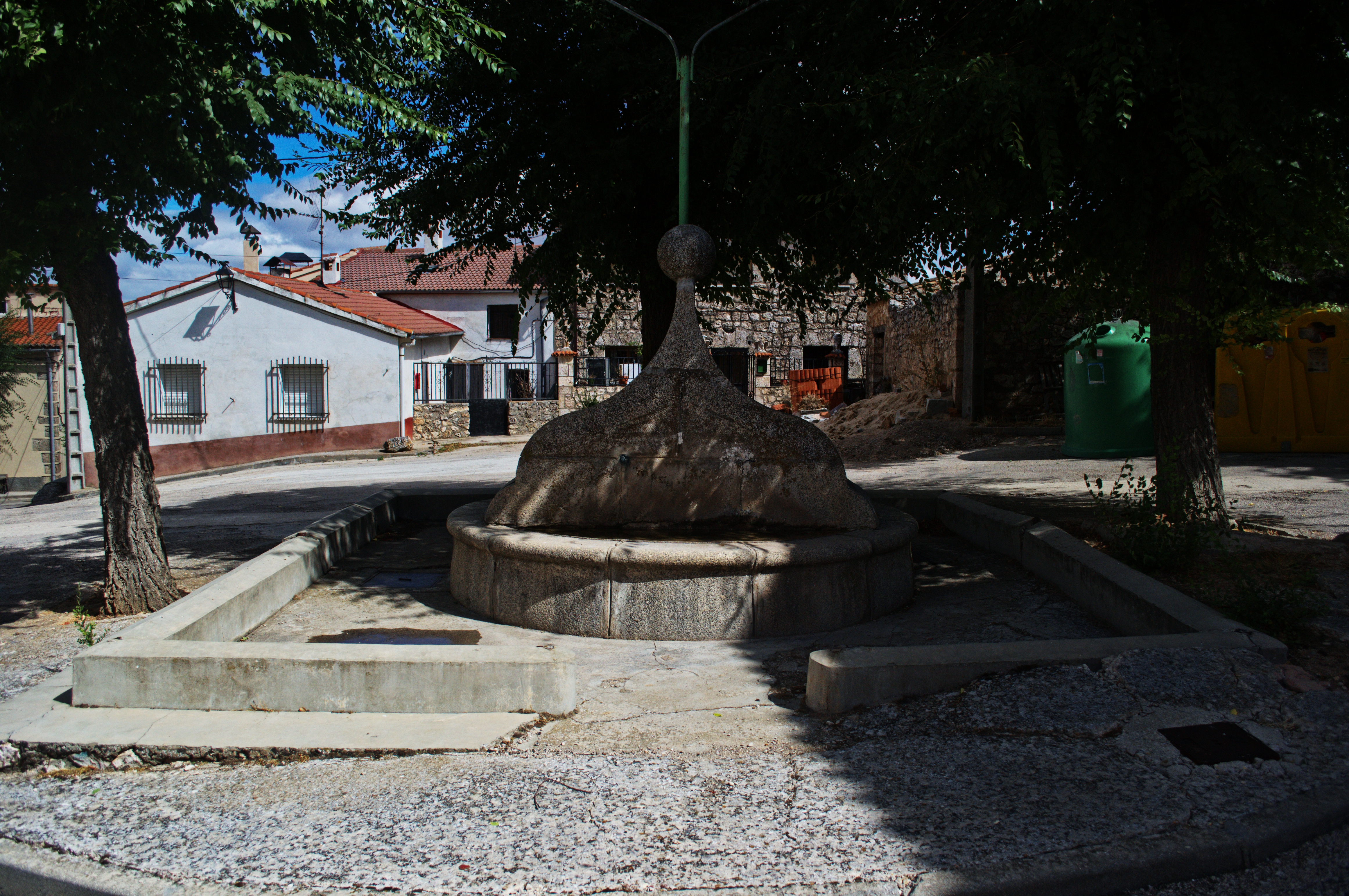
Fuente.
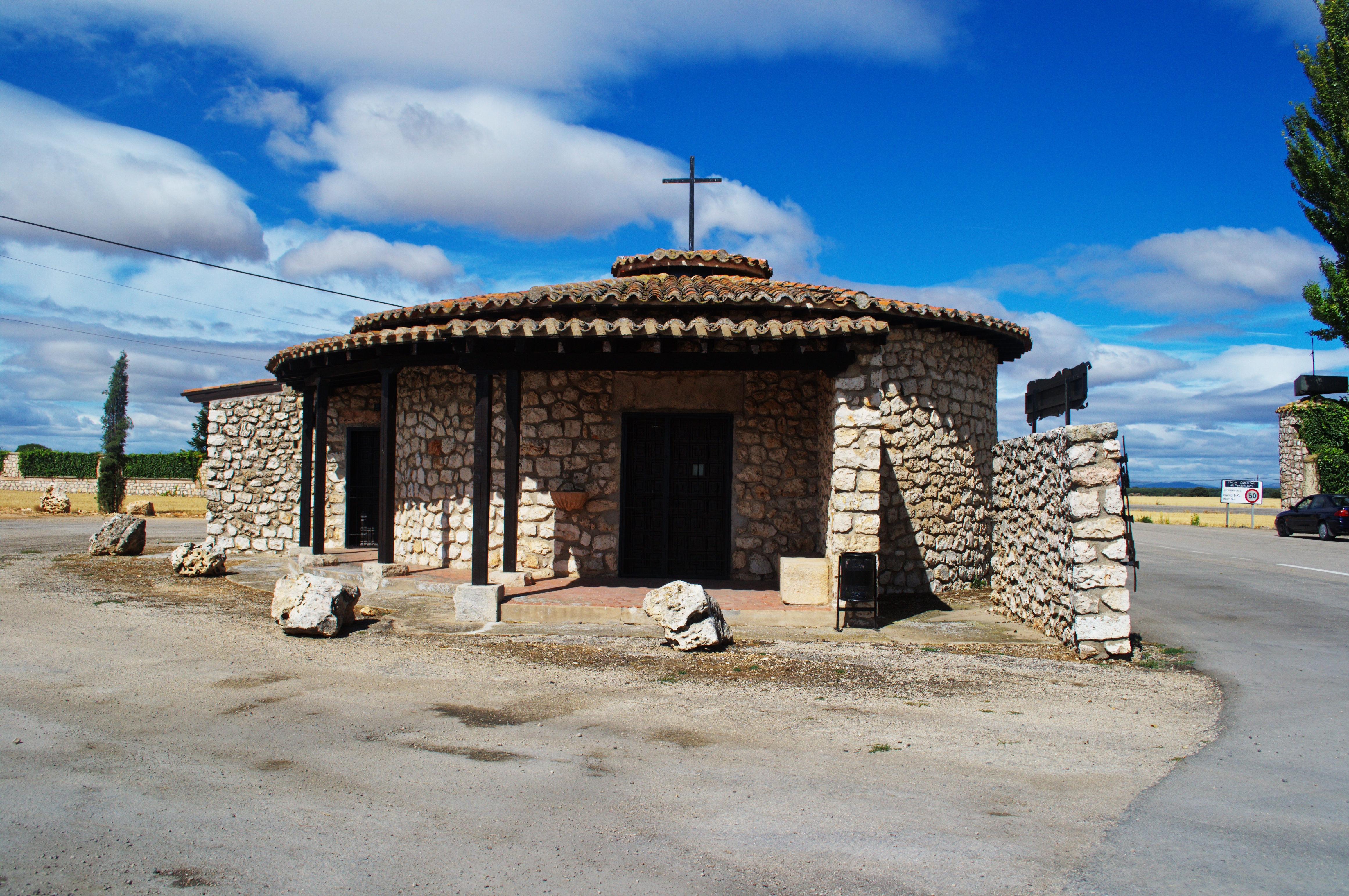
Capilla de los Camioneros.
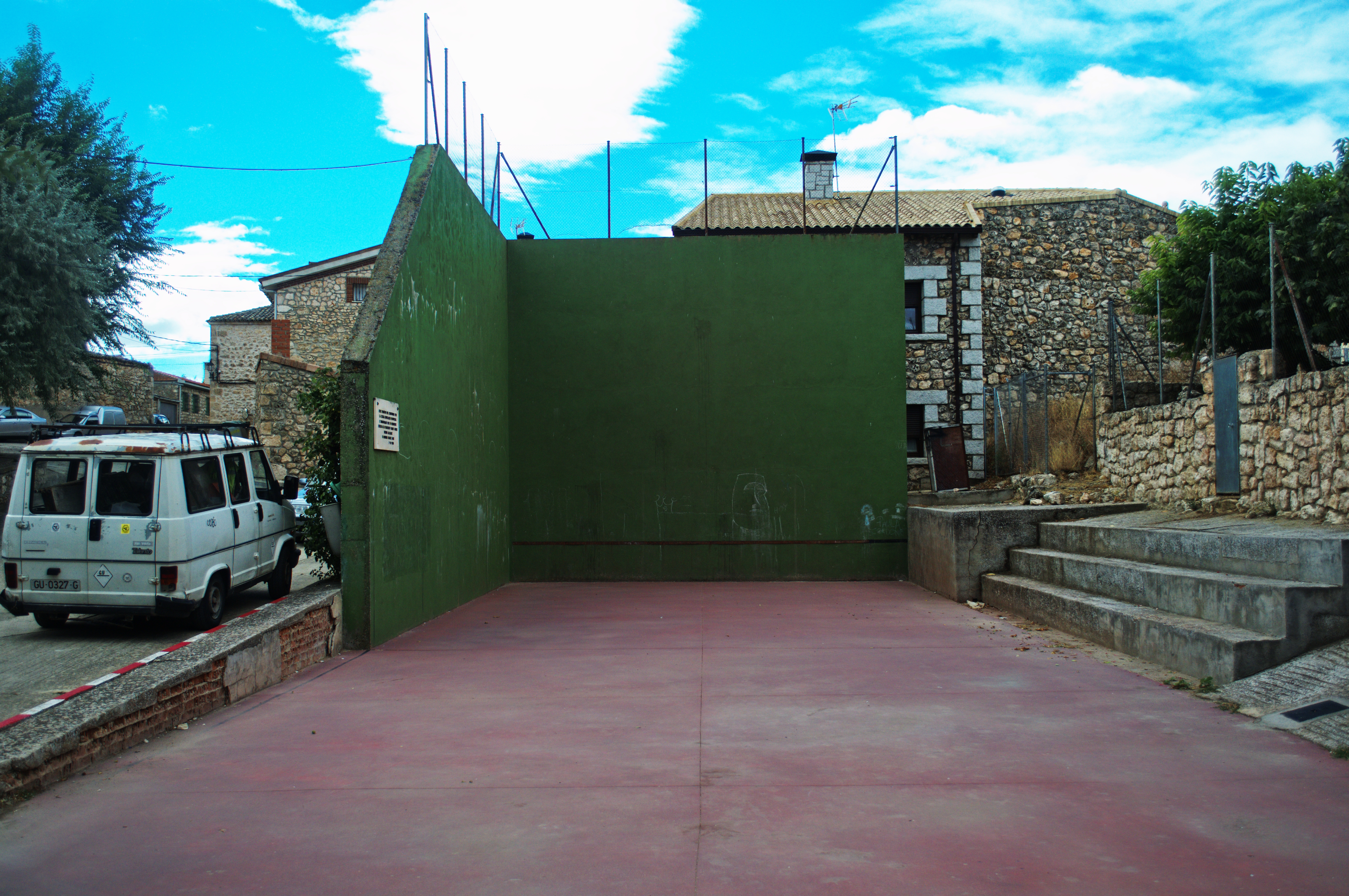
Frontón.